# Ариф Хералић
Ариф Хералић (Зеница, 5. мај 1922 — Зеница, 16. јун 1971) је био ливац из Железаре Зеница. Познат је његов осмех са новчанице од хиљаду динара, емитована 1955. године. Након деноминације 1965. године то је била десетодинарка популарно звана „Сом“, која се користила до средине 1980-их година.
Новчаница је настала према фотографији коју је крајем децембра 1954. године направио Никола Бибић, фоторепортер из листа „Борба”, за чланак о железари у Зеници.
Арифа Хералића често мешају са Алијом Сиротановићем, рударем - рекордером из рудника Бреза код Вареша. Ариф Хералић није био рекордер - херој рада као Алија, него је у време социјалистичке изградње СФРЈ био пример веселог и задовољног радника - произвођача због чега се његов лик и нашао на најупотребљаванијој новчаници тог времена.
О судбини Арифа Хералића, као раније насмејаном раднику и симболу социјалистичког напретка и благостања, који се разболео, постао хронични алкохоличар и са својом породицом живео у немаштини, те покушају да тражи новчану накнаду за коришћење његовог лика на новчаници, снимљен је документарни филм „Девалвација једног осмијеха” (1967), у режији Војдрага Берчића. Филм је сугерисао на кривицу друштва, које је радника искористило, а затим одбацило. Емитован је 9. јануара 1968. на ТВ Загреб, након Дневника. Приказивање филма изазвало је дуготрајне расправе у политичким круговима. ТВ Загреб је приказивање филма прогласила „програмско-политичком грешком”, а уредник Филмског програма је поднео оставку. Мада државни тужилац није забранио приказивање, филм више није приказиван.
Ариф Хералић је имао једанаесторо деце. Пензионисао се 1961, као инвалид рада. Умро је у сиромаштву.

## Галерија
- Хералић на новчаници од 1000 динара
- Ариф Хералић на новчаници од 10 динара.